# Garcí Manuel de Carbajal
Pour les articles homonymes, voir Carbajal.
Garcí Manuel de Carbajal (* Plasencia, Cáceres (Espagne) ; XVIe siècle), lieutenant gouverneur qui collabora avec Juan de la Torre y Díaz Chacón à la fondation de la ville d'Arequipa, au Pérou.

## Biographie
Garcí Manuel de Carbajal est né dans la région espagnole d'Estrémadure, terre des conquistadores. Au poste de lieutenant gouverneur, il collabora efficacement avec Juan de la Torre y Díaz Chacón à la fondation de la ville d'Arequipa, au Pérou après avoir cherché le lieu adéquat, c'est-à-dire qui pourrait offrir à la fois la salubrité, des bonnes terres de culture, et l'obtention des ressources essentielles, telles que l'eau, la chasse et la pêche, pour ses habitants.
Garci Manuel de Carvajal explora le territoire où on fonda la ville d'Arequipa, agissant en tant qu'émissaire de Francisco Pizarro. La fondation de la ville eut lieu le 15 août de l'année 1540, sous le nom de "La Villa Hermosa de Arequipa."
Peu après la capture et l'exécution de l'Inca Atahualpa, et la conquête de l'Empire Inca étant assurée, Francisco Pizarro envoya plusieurs délégations espagnoles à travers le Pérou avec l'intention de créer de nouvelles villes qui pourraient permettre de consolider les nouveaux domaines. La délégation dirigée par Carbajal voyagea au sud du Pérou selon les indications de Pizarro. Pendant l'expédition, Carbajal et ses hommes atteignirent la côte de Camaná et ils s'y établirent brièvement. Beaucoup des membres de l'expédition commencèrent à souffrir de la fièvre et d'autres maladies, ce qui les obligea à changer d'emplacement.
La délégation dirigée par Carbajal décida de se déplacer vers l'intérieur (les montagnes) et bientôt ils arrivèrent à ce qui est aujourd'hui la Place d'Armes d'Arequipa. Ils marquèrent avec une croix le vaste terrain et ils indiquèrent qu'à cet endroit ils construiraient une cathédrale. Le terrain et le climat frais étaient adéquats ce qui permit à Carbajal de commencer à établir le réseau de rues que Pizarro avait proposé.
Beaucoup des premiers développements de la ville furent réalisés directement sous les ordres de Carbajal après consultation auprès de Pizarro. Quelques écrits racontent que Pizarro fut à Arequipa en 1539 avec l'intention de participer à la fondation de la ville, mais qu'il aurait dû partir plus tôt pour assister aux négociations de paix avec Manco Inca à Yucay (à une trentaine de kilomètres de Machu Pichu). Il y a peu d'informations sur les évènements ultérieurs à Arequipa.

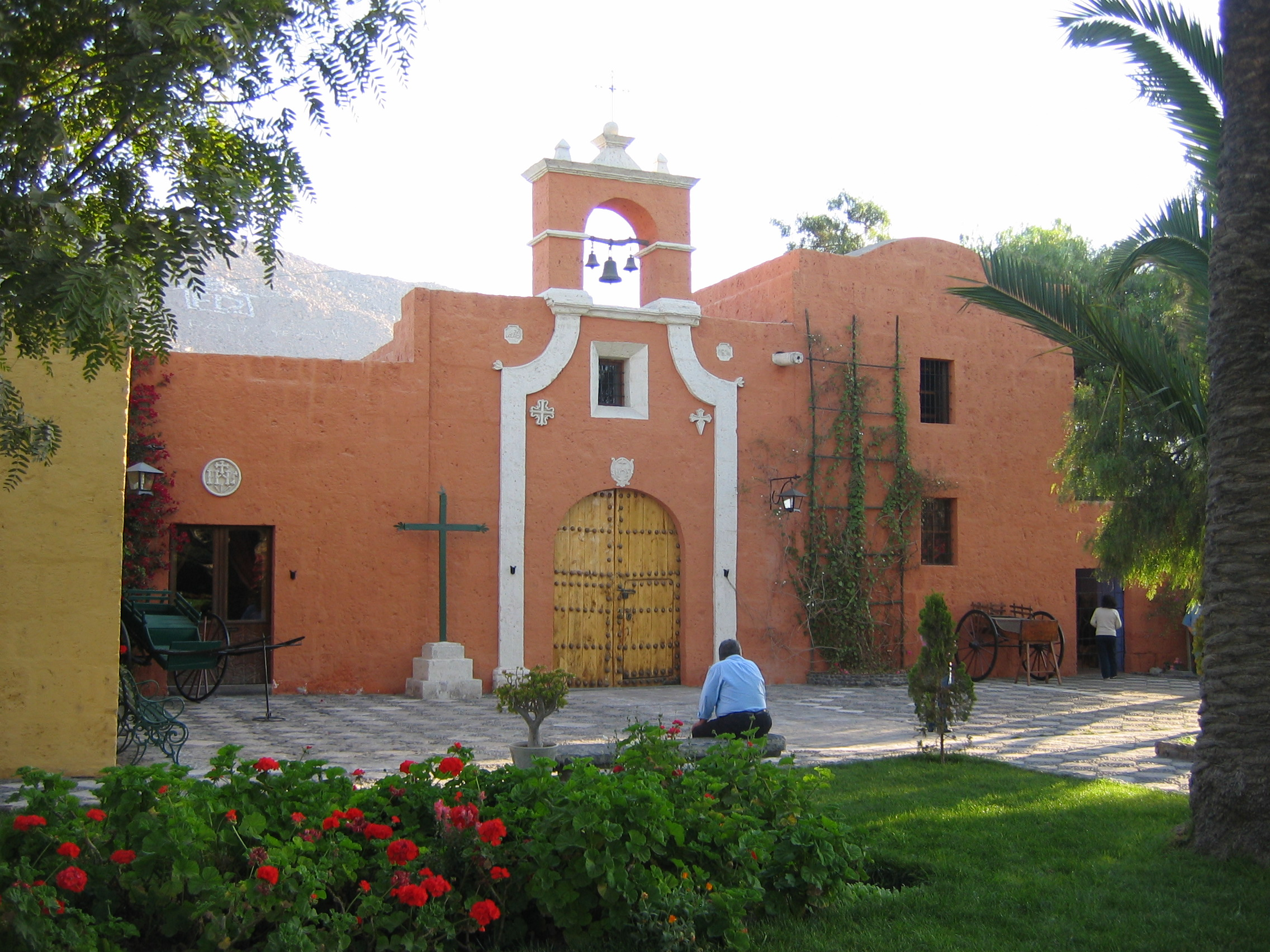
Vue de la "Mansión del Fundador" (Maison du Fondateur), aujourd'hui.

Entretemps, Carbajal décida de se construire une maison à l'endroit qui s'appellera plus tard "La Mansión del Fundador" (La Maison du Fondateur), situé près du bord de la rivière Socabaya dans le petit village Huasacache (à 20 km de la Place de Armes). La maison s'était détériorée avec le temps mais elle a été restaurée dans les années 1980 et elle est maintenant une attraction touristique.
Il y a des doutes sur l'endroit où il fut enterré. Selon les légendes locales, ses restes se trouvent enterrés dans un tunnel sous la cathédrale d'Arequipa, de la même manière que Pizarro à Lima.

## Polémique sur la "Maison du Fondateur"
Garci Manuel de Carvajal, en tant que lieutenant gouverneur, fut peu de temps à Arequipa, puisque selon son titre, une fois la ville fondée, il partait vers le Alto Perú (Haut Pérou) avec une autre mission. Par contre Juan de la Torre y Díaz Chacón vécut à Arequipa pendant 50 ans ; il semble alors logique de supposer que cette maison fut construite pour ce dernier qui, sauf les sorties "castrenses" qu'il fit pour participer dans les "guerras de banderías" (disputes entre les partisans de Francisco Pizarro et Diego de Almagro), il habitait toujours à Arequipa.
En plus des rentables encomiendas accordées par Pedro de la Gasca à Acari, Camina, Cajamarca et Segu, Juan de la Torre fit sa vie à Arequipa. Il devint veuf de sa première épouse en 1544, se remaria et redevint veuf, et finalement à 72 ans (en juillet 1551), il se maria à nouveau avec « doña Beatríz de Padilla ».
Une fois le conflit du rebelle Francisco Hernández Girón terminé, Juan de la Torre retourna à sa maison d'Arequipa et il ne participa plus à d'autres actions guerrières. Ensuite, en plus de s'occuper de ses encomiendas et de ses affaires rentables, il s'intègra à la vie municipale en occupant le poste de comptable de 1554 à 1561, et celui de maire de 1561 à 1568. Ultérieurement, il occupa le poste de dirigeant perpétuel jusqu'à 1575.

## L'enterrement
Un autre motif de discussion est celui de l'enterrement de Garci Manuel de Carvajal. Il n'y a pas d'information concernant l'année et le lieu de sa mort. Cet enterrement peut être aussi celui de Juan de la Torre, car il mourut à Arequipa en 1590.

## Hyperliens
- Primeros pobladores españoles en Arequipa (en espagnol)
- History of Garcí Manuel de Carbajal's Mansion (en anglais)